# Hockey Prato 1954
L'Hockey Prato 1954 (Hockey Primavera Prato dal 1954 al 2008) è una società italiana di hockey su pista con sede a Prato. I suoi colori sociali sono l'azzurro e il bianco.

## Cronistoria
| Cronistoria dell'Hockey Prato 1954 |
| --- |
| - 1954 - Fondazione dell'Hockey Primavera Prato. - 1954 – - 1955 – - 1956 – - 1957 – - 1958 – - 1959 – - 1960 – - 1961 – - 1962 – - 1963 – - 1964 – - 1965 – - 1966 – - 1967 – - 1968 – - 1969 – - 1970 - - 1971 - - 1972 - - 1973 - - 1974 - - 1975 - - 1976 - - 1977 - - 1978 - - 1979 - - 1979-1980 - - 1980-1981 - - 1981-1982 - - 1982-1983 - - 1983-1984 - - 1984-1985 - - 1985-1986 - - 1986-1987 - - 1987-1988 - - 1988-1989 - - 1989-1990 - - 1990-1991 - - 1991-1992 - - 1992-1993 - - 1993-1994 - - 1994-1995 - - 1995-1996 - 6º in Serie A1, eliminato ai quarti di finale dei play-off scudetto. - 1996-1997 - 4º in Serie A1, eliminato ai quarti di finale dei play-off scudetto. Eliminato in semifinale della Coppa CERS - 1997-1998 - 3º in Serie A1. Eliminato ai quarti di finale della Coppa CERS - 1998-1999 - 3º in Serie A1. Eliminato alla prima fase a gironi di Coppa Italia. Finalista in Coppa di Lega Eliminato agli ottavi di finale della Champions League - 1999-2000 - 2º in Serie A1, finalista dei play-off scudetto. Finalista in Coppa di Lega Eliminato agli ottavi di finale della Champions League - 2000-2001 - 2º in Serie A1, finalista dei play-off scudetto. Eliminato in semifinale della Coppa Italia. Eliminato agli ottavi di finale della Champions League - 2001-2002 - 3º in Serie A1, finalista dei play-off scudetto. Finalista in Coppa Italia Vince la Coppa di Lega (1º titolo) Eliminato agli ottavi di finale della Champions League - 2002-2003 - 1º in Serie A1, vince i play-off scudetto. Campione d'Italia (1º titolo) Vince la Coppa Italia (1º titolo) Eliminato in semifinale della Champions League - 2003-2004 - 1º in Serie A1, finalista dei play-off scudetto. Finalista in Coppa Italia Eliminato in semifinale della Champions League - 2004-2005 - 3º in Serie A1, eliminato in semifinale dei play-off scudetto. Eliminato agli ottavi di finale della Champions League - 2005-2006 - 3º in Serie A1, eliminato in semifinale dei play-off scudetto. Finalista in Coppa Italia Eliminato alla fase a gironi della Champions League - 2006-2007 - 6º in Serie A1, eliminato ai quarti di finale dei play-off scudetto. Finalista in Supercoppa italiana Eliminato alla fase a gironi della Champions League - 2007-2008 - 13º in Serie A1. Retrocesso in Serie A2 Eliminato alla fese a gironi dell'Eurolega - 2008 – Al termine della stagione sportiva 2007-2008 cessa le attività per problemi finanziari. - 2008 – Il club viene rifondato con la denominazione Hockey Prato 1954 e prende parte al campionato di Serie B. - 2008-2009 - 1º in Serie B girone D1, 2º alle final eight. Promosso in Serie A2 - 2009-2010 - 2º in Serie A2, vince i play-off promozione. Promosso in Serie A1 - 2010-2011 - 13º in Serie A1. Retrocesso in Serie A2 Ripescato in serie A1. - 2011-2012 - 10º in Serie A1. - 2012-2013 - 8º in Serie A1, eliminato ai quarti di finale dei play-off scudetto. - 2013-2014 - 11º in Serie A1. Eliminato agli ottavi di finale della Coppa CERS - 2014-2015 - 13º in Serie A1. Retrocesso in Serie A2 - 2015-2016 - 13º in Serie A2. Retrocesso in Serie B - 2016-2017 - 8º in Serie B girone C. - 2017-2018 - 8º in Serie B girone C. - 2018-2019 - 6º in Serie B girone D. Eliminato alla fase a gironi della Federation Cup 1º in Serie B girone E. Eliminato alla fase a gironi della Federation Cup |

## Palmarès

### Titoli nazionali
3 trofei
- Campionato italiano: 1

2002-2003
- Coppa Italia: 1

2002-2003
- Coppa di Lega: 1

2001-2002

### Altre competizioni
- Campionato italiano di serie B/A2: 2

1994-1995, 2009-2010

### Onorificenze
- Stella d'Argento al Merito Sportivo CONI: 1995

## Statistiche

### Partecipazioni ai campionati
| Livello | Categoria | Partecipazioni | Debutto   | Ultima stagione | Totale |
| ------- | --------- | -------------- | --------- | --------------- | ------ |
| 1º      | Serie A1  | 18             | 1995-1996 | 2014-2015       | 18     |

### Partecipazioni alle coppe europee
| Competizione              | Partecipazioni | Debutto   | Ultima stagione | Miglior risultato                           |
| ------------------------- | -------------- | --------- | --------------- | ------------------------------------------- |
| Champions League Eurolega | 10             | 1998-1999 | 2007-2008       | Semifinalista nel 2002-2003 e nel 2003-2004 |
| Coppa CERS                | 3              | 1996-1997 | 2013-2014       | Semifinalista nel 1996-1997                 |